# Dialética da Natureza
Dialética da Natureza é uma obra inacabada escrita por Friedrich Engels em 1883. Nesta obra, Engels aplica as ideias marxistas, em particular o materialismo dialético, na ciência.

## Análise
No prefácio de 1939, J. B. S. Haldane afirma que "a maior parte do manuscrito parece ter sido escrito entre 1872 e 1882, ou seja, refere-se à ciência da época. Por isso, muitas vezes é difícil acompanhar a obra se não se conhece a história da prática científica deste período. A ideia que chamamos hoje de conservação de energia estava começando a permear a física, a química e a biologia, mas era muito pouco pesquisada, e tão pouco aplicada. Palavras como 'força', 'movimento' e 'vis viva' eram usadas na época como sinônimos de energia". Alguns tópicos controversos dessa obra, teorias incompletas e imperfeitas, agora são entendidas, recuperando alguns dos ensaios antigos do filósofo. "O interesse de Engels não era tanto pela crítica detalhada das teorias, mas a abordagem dos problemas intelectuais".
Alguns tópicos controversos da época de Engels, relativos a teorias incompletas ou defeituosas, estão agora resolvidos, fazendo alguns ensaios de Engels datados. "O interesse deles não está tanto na crítica detalhada das teorias, mas em mostrar como Engels lidava com problemas intelectuais".
Uma "lei" proposta na Dialética da Natureza é: "A lei da transformação da quantidade em qualidade e vice-versa". O exemplo mais frequente citado para essa lei é a mudança da água em líquido para gás, através do aumento de sua temperatura (embora Engels também descreva outros exemplos químicos). Na ciência contemporânea, este processo é conhecido como transição de fase. Houve um esforço também de aplicar essa lei para os fenômenos socias, por meio da ideia de que a população cresce como resultado das mudanças na estrutura social. Também é uma ideia recorrente na assim chamada Sociofísica.
Esse estudo da dialética originou de Hegel que havia estudado o filósofo grego Heráclito. Heráclito descobriu que tudo está em constante transformação e que todas as coisas consistem em dois elementos opostos que mudam um ao outro, como a noite muda o dia, a luz torna escuridão, e a vida em morte, etc.
Esta obra de Engels segue o que ele disse sobre ciência no Anti-Dühring. O filósofo inclui nessa obra o famoso texto O Papel do Trabalho na Transformação do Macaco em Homem, que foi publicado separadamente como panfleto. Neste escrito, Engels argumenta que a mão e o cérebro do homem cresceram juntos - uma ideia apoiada por descobertas fósseis posteriormente.
A maior parte do trabalho está fragmentada, mas tem pontos interessante. Sobre biologia, Engels escreve:
| “ | Vertebrados. Característica essencial: o agrupamento do corpo inteiro sobre o sistema nervoso. Assim, o desenvolvimento da auto-consciência, etc. torna-se possível. Em todos os outros animais o sistema nervoso é um assunto secundário, nos vertebrados é a base de toda a organização. — pág. 309, edição de 1972, Progress Publishers. | ” |